# Plaesano
Plaesano is een plaats (frazione) in de Italiaanse gemeente Feroleto della Chiesa.